# Dichromodes orectis
Dichromodes orectis är en fjärilsart som beskrevs av Edward Meyrick 1890. Dichromodes orectis ingår i släktet Dichromodes och familjen mätare. Inga underarter finns listade i Catalogue of Life.